# Marki (województwo podkarpackie)
Marki – wieś w Polsce, położona w województwie podkarpackim, w powiecie tarnobrzeskim, w gminie Baranów Sandomierski.
| SIMC    | Nazwa      | Rodzaj    |
| ------- | ---------- | --------- |
| 0787690 | Karolówka  | część wsi |
| 0787773 | Porębniki  | część wsi |
| 0787780 | Za Borkiem | część wsi |

Dawniej był to przysiółek, w którego skład wchodziła karczma i kilka chat, objęty "pasem granicznym cłowym". Marki graniczyły wówczas ze znajdującymi się tam folwarkami:
- Koniecpolem,
- Józefowem,
- Urszulinem,
- Leśniczówką Karolówką[6].

W latach 1975–1998 miejscowość należała administracyjnie do województwa tarnobrzeskiego.
We wsi znajduje się licząca ok. 200 lat kapliczka dębowa ku czci Pani Nieba i Ziemi postawiona za uratowanie życia czterem kobietom przed wilkami.
Od 1930 r. w Markach działa ochotnicza straż pożarna.